# Джевошкі-Великі
Джевошкі-Великі (пол. Drzewoszki Wielkie) — село в Польщі, у гміні Жихлін Кутновського повіту Лодзинського воєводства.
Населення — 59 осіб (2011).
У 1975-1998 роках село належало до Плоцького воєводства.

## Демографія
Демографічна структура станом на 31 березня 2011 року:
|          | Загалом | Допрацездатний вік | Працездатний вік | Постпрацездатний вік |
| -------- | ------- | ------------------ | ---------------- | -------------------- |
| Чоловіки | 25      | 2                  | 21               | 2                    |
| Жінки    | 34      | 9                  | 14               | 11                   |
| Разом    | 59      | 11                 | 35               | 13                   |